# Razanandrongobe sakalavae
Razanandrongobe sakalavae — викопний вид крокодилоподібних плазунів, що існував у кінці юрського періоду, 167—164 млн років тому.

## Назва
Родова назва Razanandrongobe перекладається з малагасійської мови як «велетенський предок ящірок». Видова назва sakalavae вказує на географічний регіон Сакалава, де знайдені рештки виду. Серед дослідників також використовується ненаукова назва виду — «Разана».

## Дослідження
Вид описаний у 2006 році групою французьких та італійський палеонтологів. Описаний по фрагментарних рештках: частини щелепи з трьома зубами і окремими семи зубами, що знайдені у відкладеннях формації Ісало Ільб на північному заході Мадагаскару у провінції Махадзанга. Через недостатність викопного матеріалу, важко було визначити таксономічну приналежність рептилії. Було описано новий рід та доведена його приналежність до групи архозаврів.
У 2017 році дослідники описали ще одного представника R. sakalavae, вже за численнішими скам'янілостями: правою передщелепною кісткою з п'ятьма зубами, фрагментами лівої нижньої щелепи з вісьмома зубами і верхньої щелепи, і дуже великої окремої коронки зуба. На цей раз дослідники віднесли вид до підряду нотозухій.

## Палеоекологія
Вид є найдавнішим і найбільшим представником підряду нотозухій. Він жив близько 170 млн років тому і, судячи з розміру черепа і будовою щелеп, міг конкурувати з великими хижими динозаврами. Довжина тіла становила близько 7 м і вага — 800—1000 кг.